# Gaviale

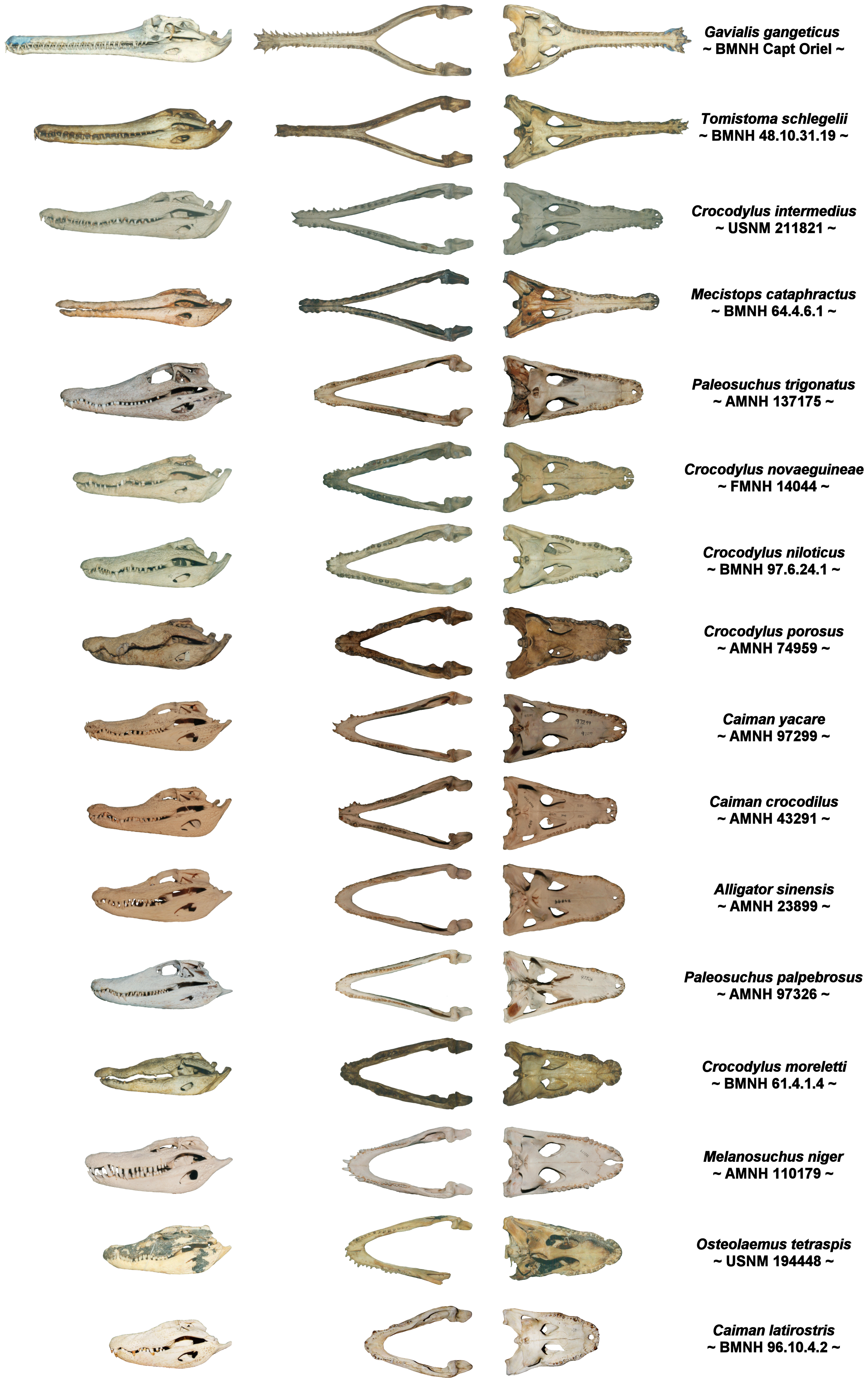
Vergleich der Schädelformen rezenter Krokodile. Ganz oben die beiden einzigen rezenten longirostrinen Vertreter Gangesgavial und Sundagavial, gefolgt von den stenorostrinen Vertretern der Crocodylidae, Orinoco-Krokodil und Panzerkrokodil. Darunter wiederum die mesorostrinen und brevirostrinen Formen.

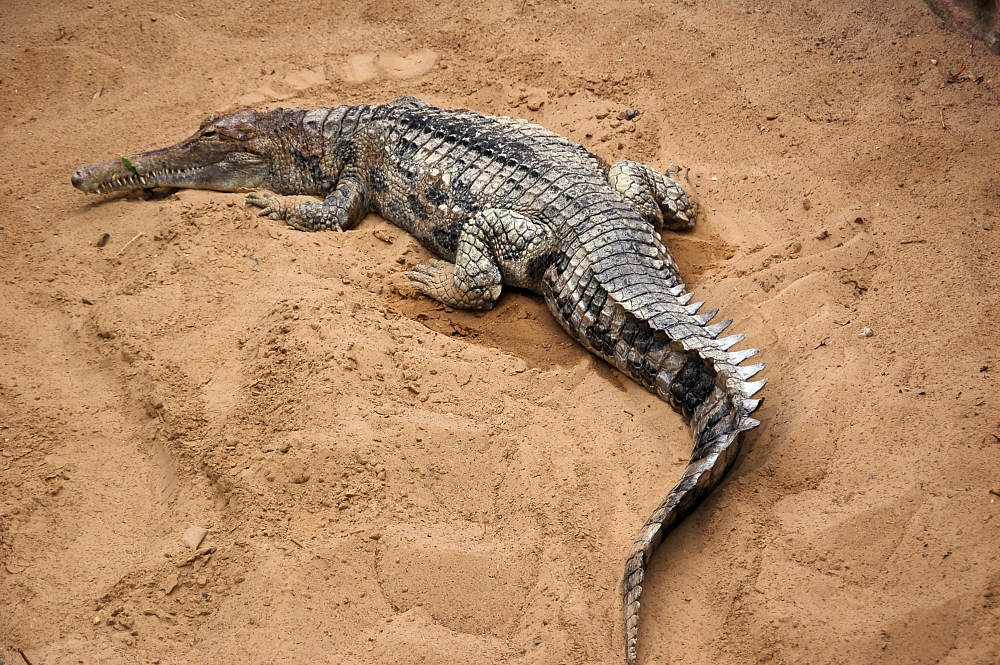
Sundagavial Tomistoma schlegelii

Die Gaviale (Gavialidae) sind eine Familie der Krokodile (Crocodylia). Als einziger rezenter Vertreter gilt traditionell der in Nepal und Nord-Indien lebende Gangesgavial (Gavialis gangeticus). Der in Malaysia und im Westen Indonesiens beheimatete Sundagavial (Tomistoma schlegelii) wird traditionell als Mitglied der Echten Krokodile (Crocodylidae) betrachtet. Die Ergebnisse molekulargenetischer Untersuchungen sprechen aber dafür, dass Gangesgavial und Sundagavial näher miteinander verwandt sind als mit allen anderen rezenten Krokodilen. Daher wird der Sundagavial nunmehr auch taxonomisch zu den Gavialen gezählt.

## Merkmale
Gaviale leben semiaquatisch und ernähren sich überwiegend piscivor. Als Anpassung an die Fischjagd sind ihre Schädel longirostrin, das heißt, ihre Kiefer sind lang und schmal ausgebildet. Infolgedessen ist die Unterkiefersymphyse, das heißt, die Nahtstelle am vorderen Ende des Unterkiefers, an der die zahntragenden Knochen, die Dentalia, zusammentreffen, bei Gavialen extrem lang und erstreckt sich über etwa die Hälfte der Länge des Unterkiefers. Dadurch ist der Unterkiefer in Ansicht von unten (ventral) oder oben (dorsal) Y-förmig. Die weniger stark spezialisierten Kiefer der meisten Echten Krokodile und Alligatoren sind relativ breit und die Symphyse ist auf den vordersten Teil des Unterkiefers beschränkt, sodass der Unterkiefer in dorsaler bzw. ventraler Ansicht V- oder U-förmig ist. Diese Schnauzenform wird als mesorostrin bzw. brevirostrin bezeichnet.
Darüber hinaus sind die Kiefer der Gaviale mit relativ vielen Zähnen bestückt. Beim Sundagavial sind es 76–84 und beim Gangesgavial 106–110 Zähne. Krokodile und Alligatoren haben meist deutlich weniger Zähne (je nach Art zwischen 64 und 82). Die spitzkonischen Zähne der Gaviale haben eine eher einheitliche Größe. Diese echte Homodontie ist bei Gavialis besonders deutlich ausgeprägt. Bei den übrigen Krokodilen besitzen die Zähne zwar auch alle die gleiche Form, weisen aber teils deutliche Größenunterschiede auf. Diese Pseudoheterodontie wird zusätzlich akzentuiert durch die Wellung (Festonierung) der Kieferränder. Gaviale haben hingegen nur schwach festonierte Kieferränder.
Longirostrine Schädel sind innerhalb der Krokodile im weiteren Sinn (Crocodyliformes) jedoch kein Alleinstellungsmerkmal der Gaviale. Konvergent kommen sie unter anderem bei den ausgestorbenen Teleosauriden (Jura) vor.
Schädel, die hinsichtlich der Schnauzenmorphologie zwischen den mesorostrinen und den longirostrinen Formen stehen, das heißt, die eine zwar sehr schmale und nur schwach festonierte, aber keine deutlich verlängerte Schnauze haben und deren Unterkiefer noch eher V- als Y-förmig ist, werden als stenorostrin bezeichnet. Rezente Vertreter mit stenorostrinen Schädeln sind das Orinoco-Krokodil (Crocodylus intermedius), das Australien-Krokodil (Crocodylus johnstoni) und das Westafrikanische Panzerkrokodil (Mecistops cataphractus), wobei letztgenanntes bisweilen auch als longirostrine Form eingestuft wird.

## Bedrohung
Der Gangesgavial (Gavialis gangeticus) wurde 2019 in der Roten Liste der IUCN als vom Aussterben bedroht (critically endangered) gelistet, mit einem steigenden Populationstrend und 300–900 (vermutlich 650) geschlechtsreifen Individuen. Faktoren für seine Gefährdung sind Lebensraumverlust, Gewässerbau, Einflüsse von Landwirtschaft und Bergbau und Störung durch den Menschen. Sein Verbreitungsgebiet ist in 14 Relikthabitate aufgeteilt. Jedoch gibt es zahlreiche Schutzmaßnahmen und -projekte.
Der Sundagavial (Tomistoma schlegelii) wurde 2014 in der Roten Liste der IUCN als gefährdet (vulnerable) gelistet, mit einem abnehmenden Populationstrend und 2500–9999 geschlechtsreifen Individuen. Faktoren für seinen Rückgang sind unter anderem Lebensraumverlust, Bejagung, Gewässerbau, landwirtschaftliche Einflüsse, Konkurrenz um Nahrung mit dem Menschen und invasive Arten. Die Überreste seines alten Verbreitungsgebiets (Relikthabitat) verteilen sich auf etwa 10–12 einzelne Gebiete, die voneinander abgetrennt sind.

## Systematik und Fossilbericht
Die Gavialidae sind eine der drei rezenten Familien der Krokodile (Crocodylia). Traditionell gelten sie innerhalb der Krokodile als eher entfernt sowohl mit Echten Krokodilen (Crocodylidae) als auch mit Alligatoren und Kaimanen (Alligatoridae) verwandt. Auch in diesem Punkt widersprechen die Ergebnisse molekulargenetischer Untersuchungen der traditionellen Sicht. Stattdessen legen sie nahe, dass die Gaviale näher mit den Echten Krokodilen als mit den Alligatoren verwandt sind. Die meisten aktuellen morphologischen Studien, die auch fossile Arten mit einbeziehen, kommen aber nach wie vor zu Ergebnissen, die die traditionelle Sicht stützen. Eine vergleichende Untersuchung der Ontogenese der rezenten Krokodile ergab, dass sich die Embryonalentwicklung des Gangesgavials grundsätzlich sowohl von jener der Echten Krokodile als auch von der des Sundagavials unterscheidet, wobei die Embryonalentwicklung der beiden letztgenannten Parallelen aufweist. Ein weiteres Problem ist, dass der Fossilbericht der Gavialoidea bereits mit longirostrinen Formen wie Eothoracosaurus (Oberkreide) einsetzt, während die Tomistominae erst im frühen Eozän (z. B. Kentisuchus) erscheinen, wobei sie zu diesem Zeitpunkt noch stenorostrin sind. Erst die geologisch jüngeren Vertreter dieser Unterfamilie sind longirostrin.
Morphologischer Baum der rezenten Krokodile (nach Brochu, 1999, 2003):
| Echte Krokodile (Crocodylidae) | \| \| Crocodylinae \| \| \| \| \| \| Tomistominae (einzige Art: Sundagavial, Tomistoma schlegelii) \| \| \| \| |
|                                | \| \| Crocodylinae \| \| \| \| \| \| Tomistominae (einzige Art: Sundagavial, Tomistoma schlegelii) \| \| \| \| |
|                                | Alligatoren (Alligatoridae)                                                                                    |
|                                | |
|                                | Crocodylinae                                                                                                   |
|                                | |
|                                | Tomistominae (einzige Art: Sundagavial, Tomistoma schlegelii)                                                  |
|                                | |

|  | Crocodylinae                                                  |
|  |                                                               |
|  | Tomistominae (einzige Art: Sundagavial, Tomistoma schlegelii) |
|  |                                                               |

| Echte Krokodile (Crocodylidae) | \| \| Crocodylinae \| \| \| \| \| \| Tomistominae (einzige Art: Sundagavial, Tomistoma schlegelii) \| \| \| \| |
|                                | \| \| Crocodylinae \| \| \| \| \| \| Tomistominae (einzige Art: Sundagavial, Tomistoma schlegelii) \| \| \| \| |
|                                | Alligatoren (Alligatoridae)                                                                                    |
|                                | |
|                                | Crocodylinae                                                                                                   |
|                                | |
|                                | Tomistominae (einzige Art: Sundagavial, Tomistoma schlegelii)                                                  |
|                                | |

|  | Crocodylinae                                                  |
|  |                                                               |
|  | Tomistominae (einzige Art: Sundagavial, Tomistoma schlegelii) |
|  |                                                               |

Molekularer Baum der rezenten Krokodile (nach Oaks, 2011):
|                      | Echte Krokodile (Crocodylidae) |
|                      | |
| Gaviale (Gavialidae) | \| \| Tomistominae (einzige Art: Sundagavial, Tomistoma schlegelii) \| \| \| \| \| \| Gavialinae (einzige Art: Gangesgavial, Gavialis gangeticus) \| \| \| \| |
|                      | \| \| Tomistominae (einzige Art: Sundagavial, Tomistoma schlegelii) \| \| \| \| \| \| Gavialinae (einzige Art: Gangesgavial, Gavialis gangeticus) \| \| \| \| |
|                      | Tomistominae (einzige Art: Sundagavial, Tomistoma schlegelii)                                                                                                 |
|                      | |
|                      | Gavialinae (einzige Art: Gangesgavial, Gavialis gangeticus)                                                                                                   |
|                      | |

|  | Tomistominae (einzige Art: Sundagavial, Tomistoma schlegelii) |
|  |                                                               |
|  | Gavialinae (einzige Art: Gangesgavial, Gavialis gangeticus)   |
|  |                                                               |

|                      | Echte Krokodile (Crocodylidae) |
|                      | |
| Gaviale (Gavialidae) | \| \| Tomistominae (einzige Art: Sundagavial, Tomistoma schlegelii) \| \| \| \| \| \| Gavialinae (einzige Art: Gangesgavial, Gavialis gangeticus) \| \| \| \| |
|                      | \| \| Tomistominae (einzige Art: Sundagavial, Tomistoma schlegelii) \| \| \| \| \| \| Gavialinae (einzige Art: Gangesgavial, Gavialis gangeticus) \| \| \| \| |
|                      | Tomistominae (einzige Art: Sundagavial, Tomistoma schlegelii)                                                                                                 |
|                      | |
|                      | Gavialinae (einzige Art: Gangesgavial, Gavialis gangeticus)                                                                                                   |
|                      | |

|  | Tomistominae (einzige Art: Sundagavial, Tomistoma schlegelii) |
|  |                                                               |
|  | Gavialinae (einzige Art: Gangesgavial, Gavialis gangeticus)   |
|  |                                                               |

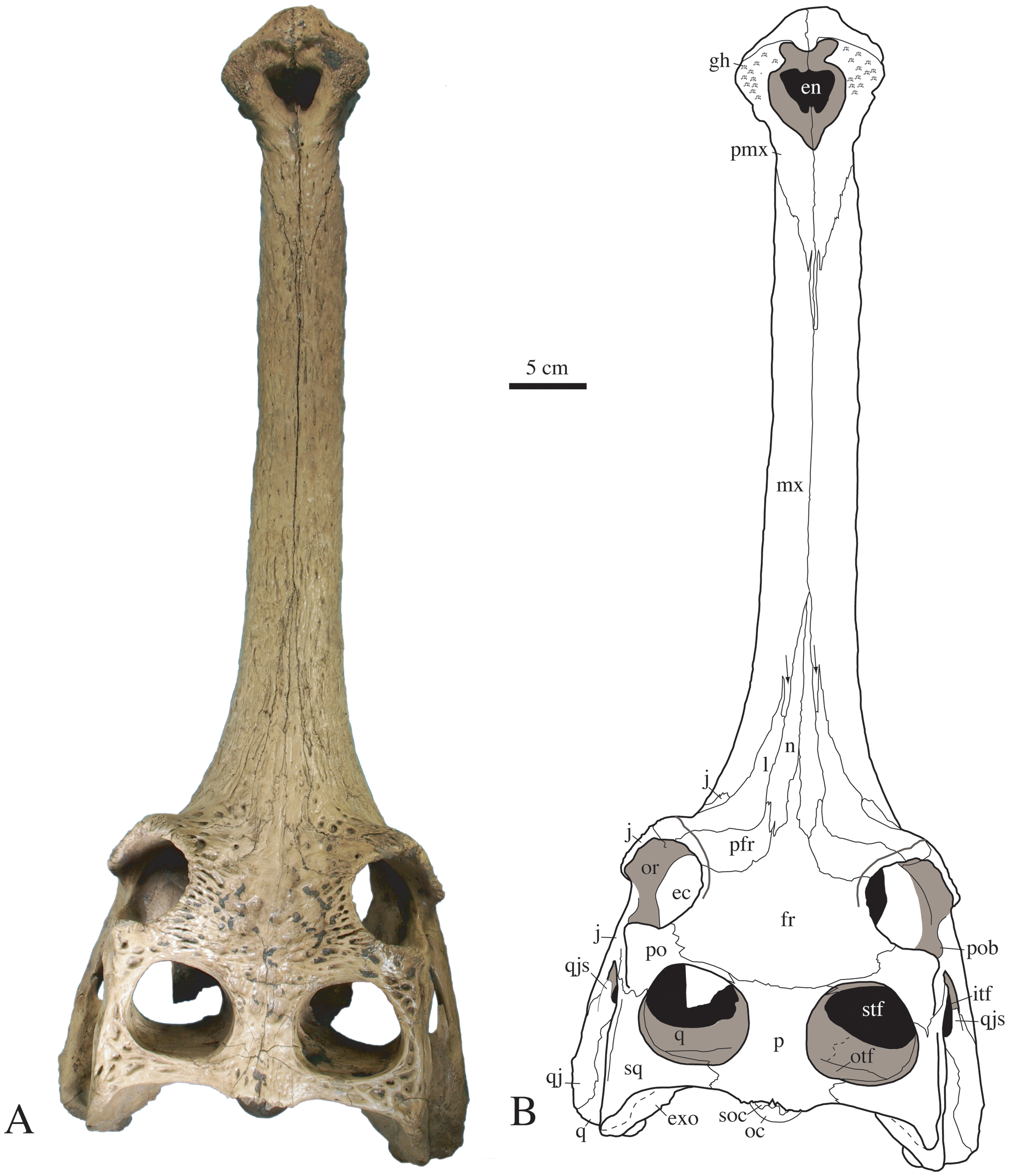
Schädel und Schädelzeichnung von Gavialis cf. bengawanicus aus dem frühen Pleistozän von Thailand.

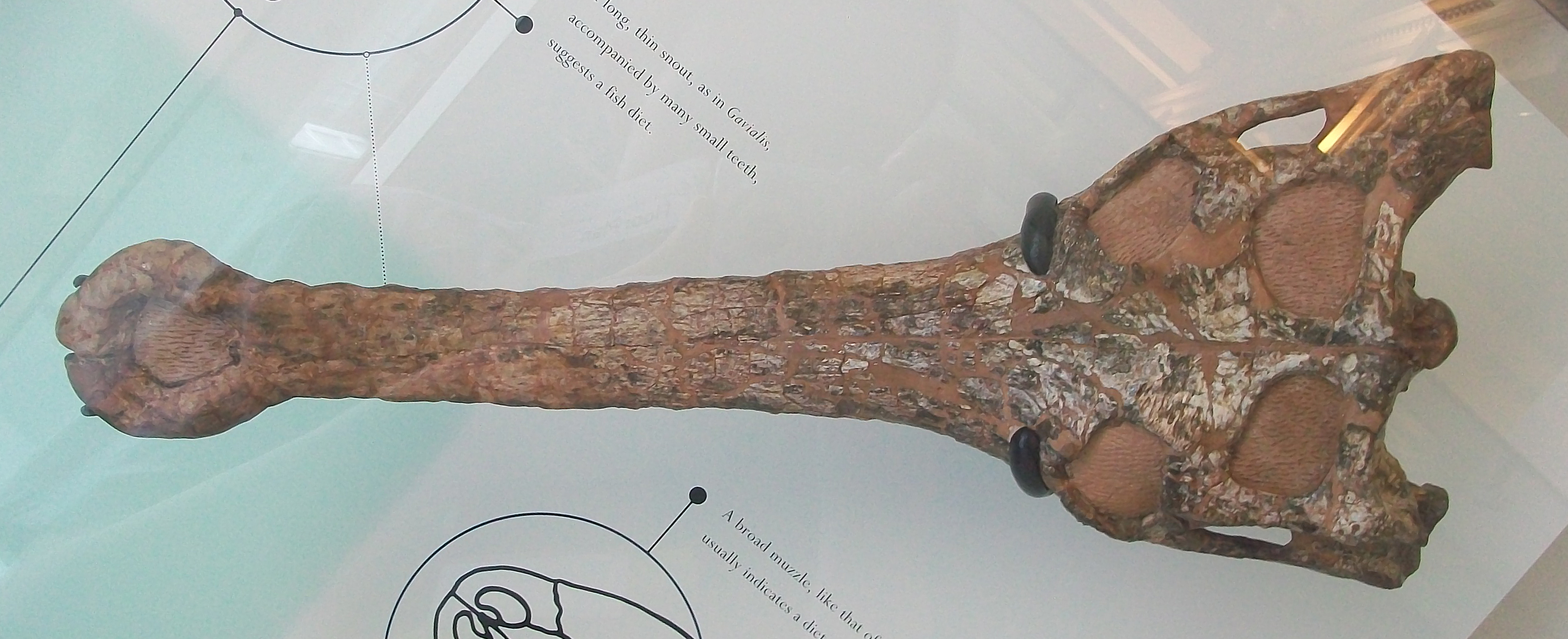
Schädel von Gavialis browni aus dem frühen Pliozän der Himalaya-Molasse (Siwalik-Gruppe) von Pakistan.

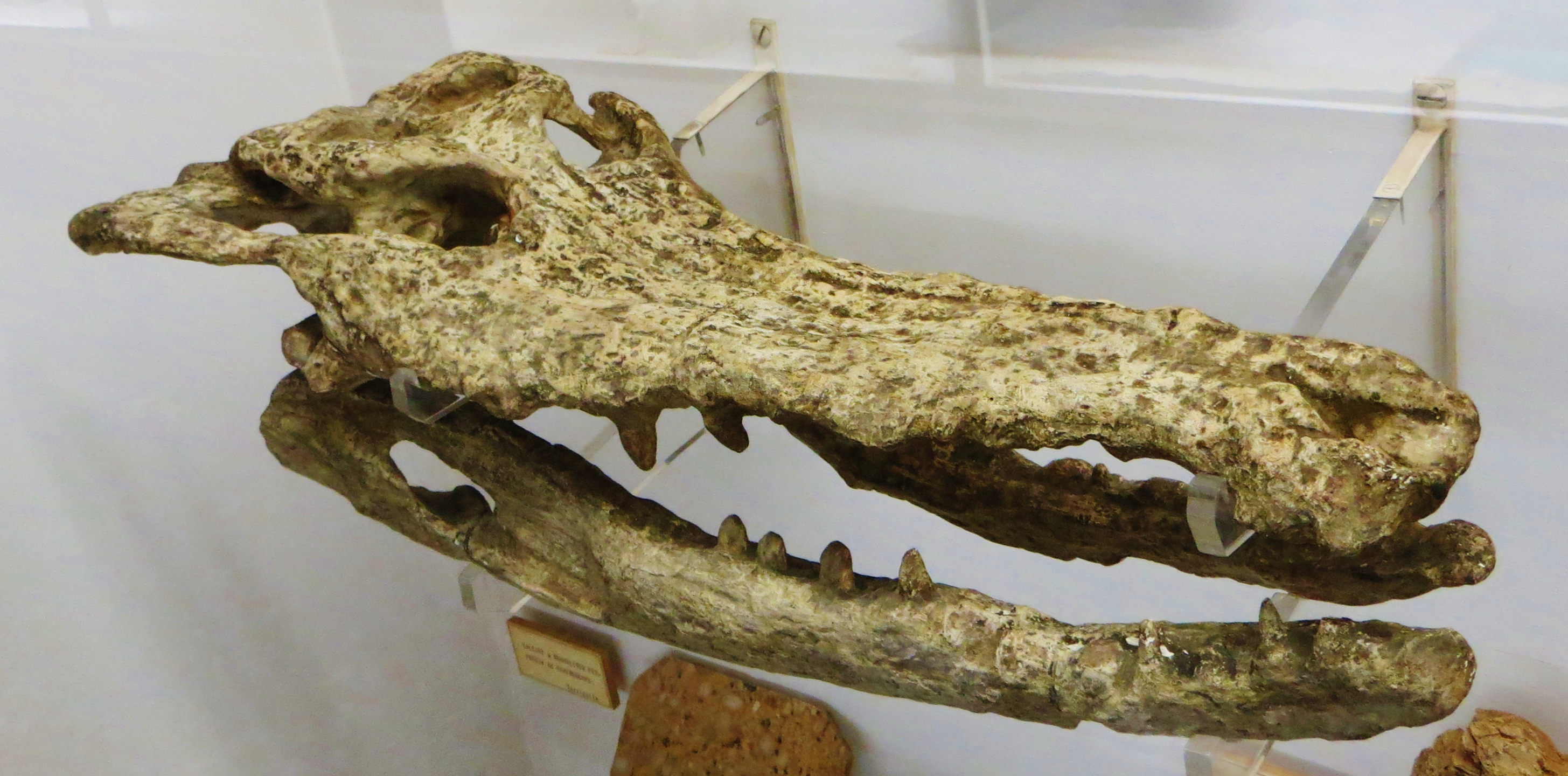
Schädel von Megadontosuchus arduini aus dem Mittel-Eozän von Norditalien.

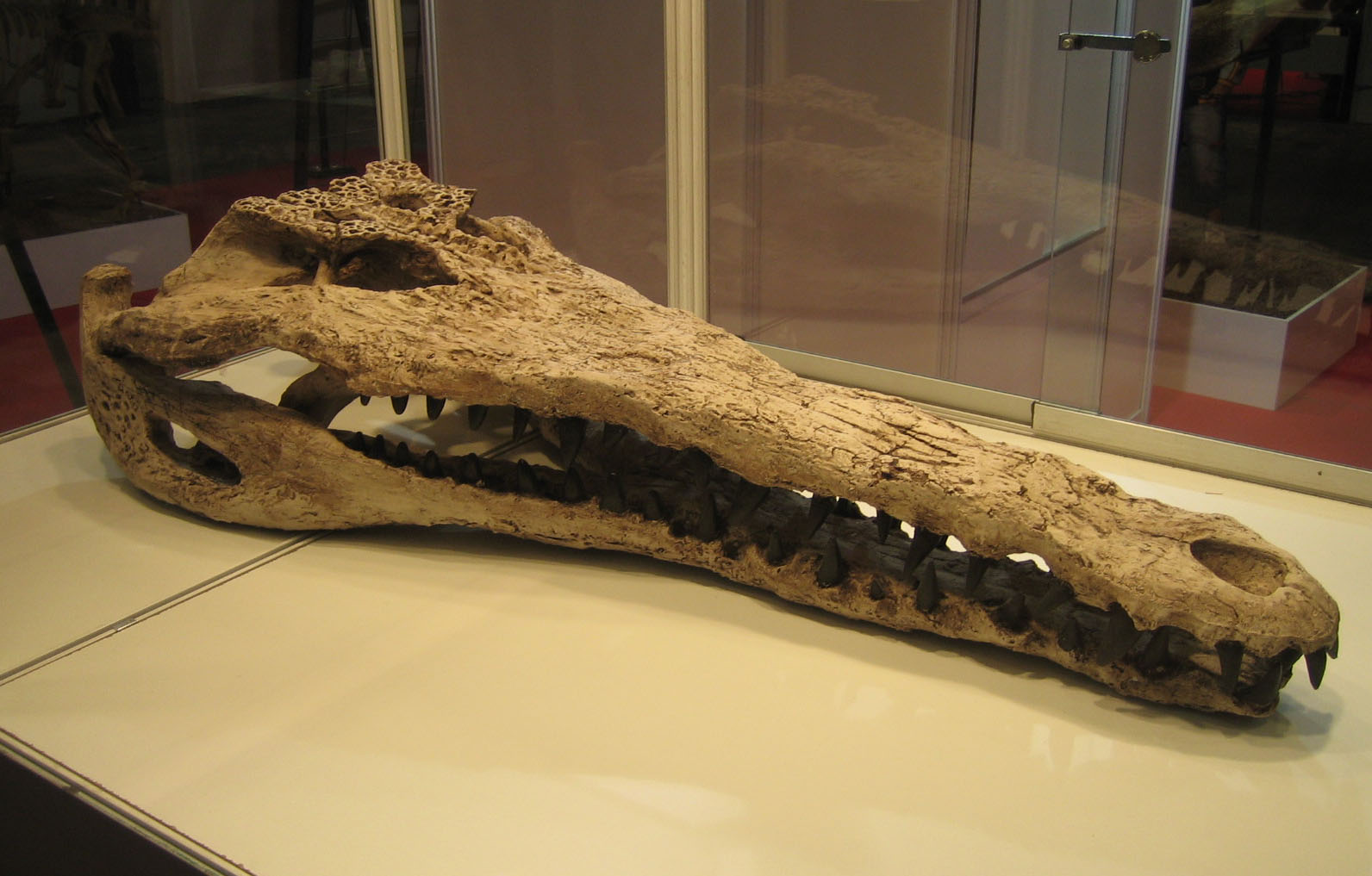
Schädel von „Gavialosuchus“ americanus (alternativ Thecachampsa americana oder auch T. antiqua) aus dem späten Miozän oder frühen Pliozän von Florida, USA.

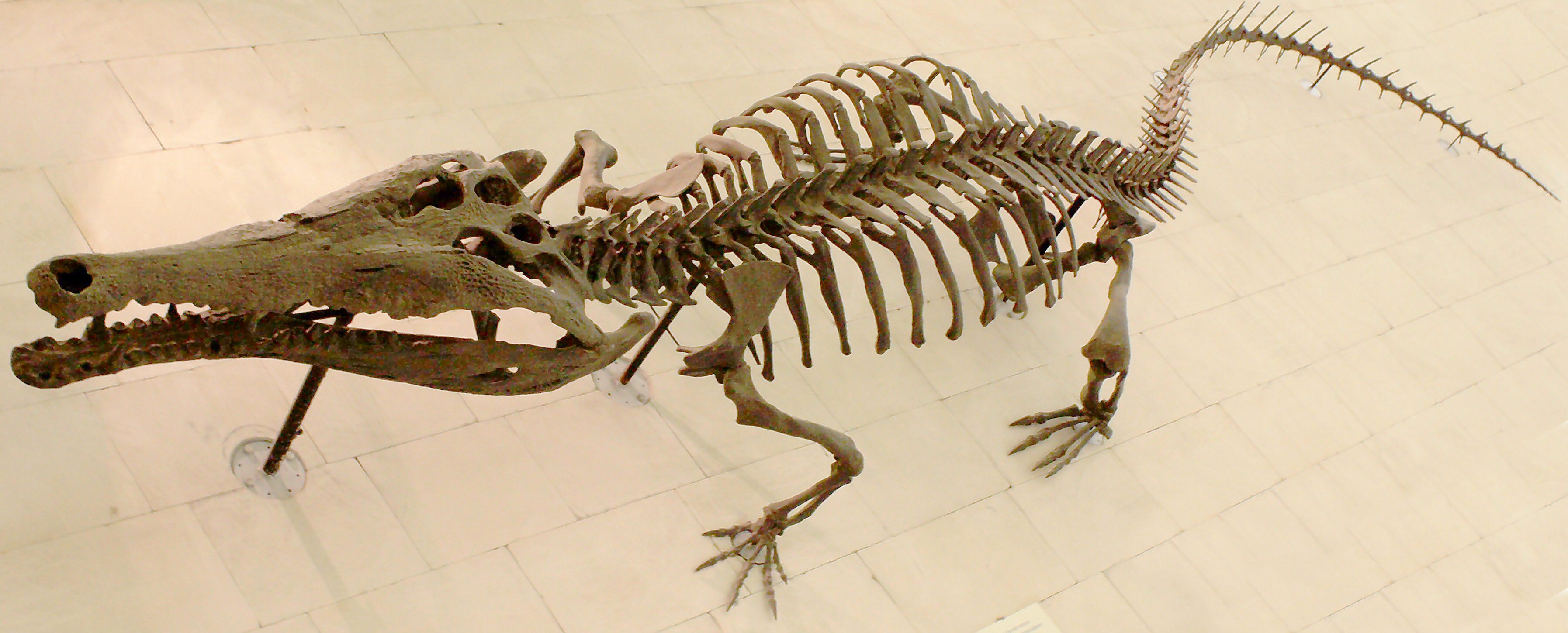
Rekonstruktion des Skelettes von Toyotamaphimeia machikanense aus dem Mittel-Pleistozän von Honshu, Japan.

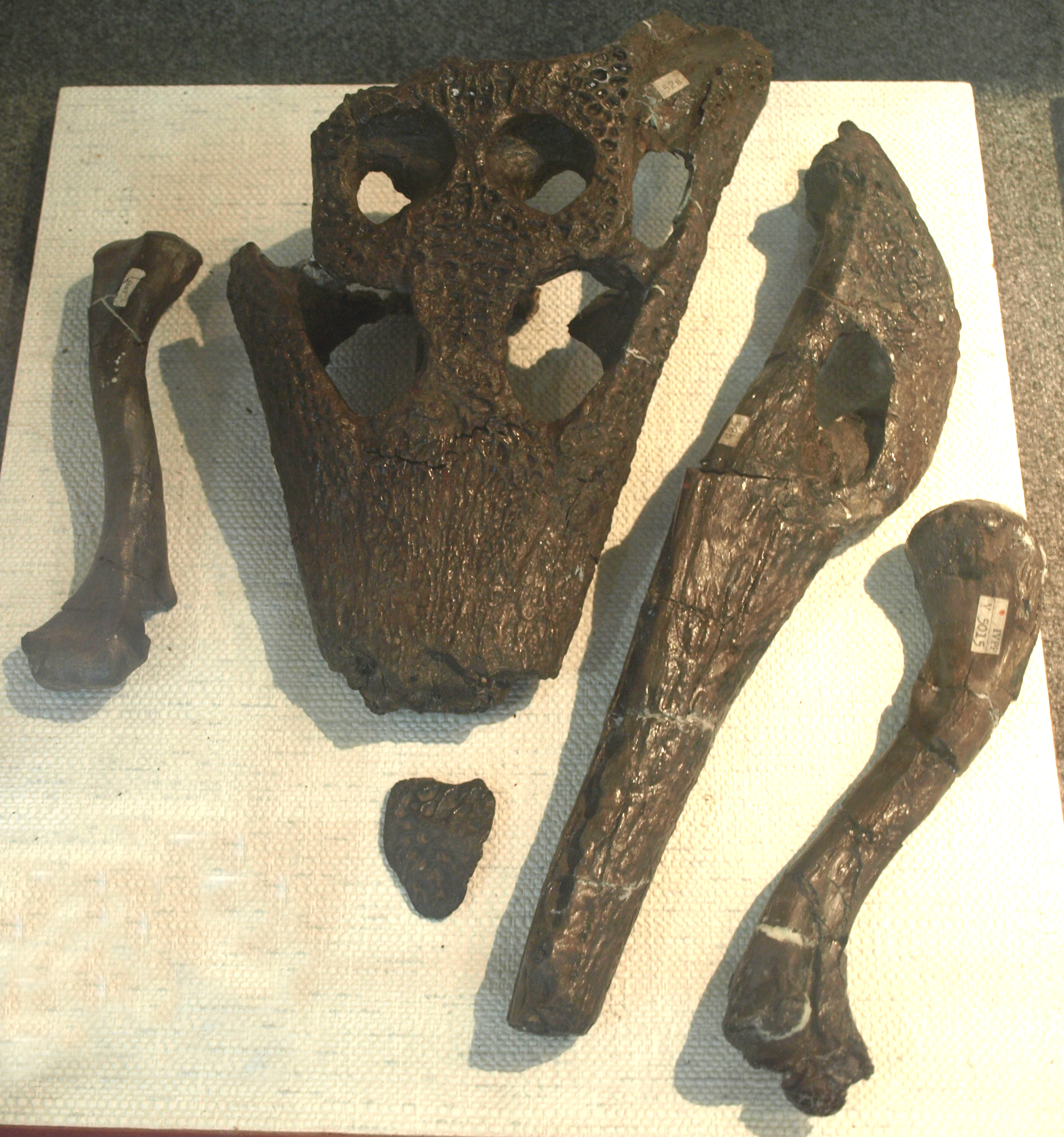
Unvollständiger Schädel und Unterkiefer sowie Extremitätenknochen von „Tomistoma“ petrolica, Obereozän von Guangdong, China.

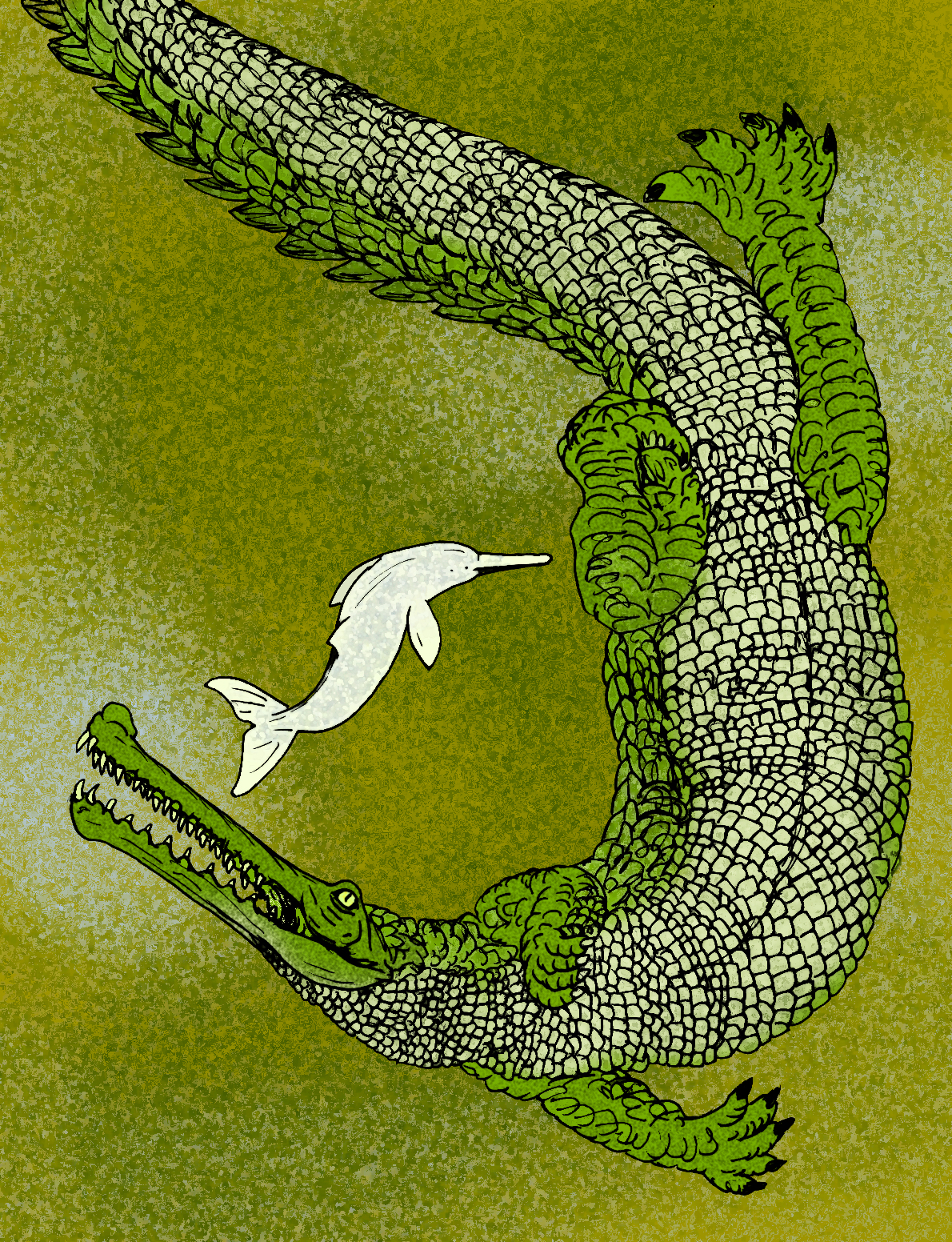
Lebendrekonstruktion von Rhamphosuchus crassidens, eines Riesengavials aus dem Miozän der Siwalik-Schichten, Nord-Indien, im Größenvergleich mit einem Gangesdelfin.

Bei Berücksichtigung fossiler Taxa werden die Gaviale in drei Unterfamilien gegliedert: Gavialinae, Gryposuchinae und Tomistominae. Die Gavialinae, zu denen auch der rezente Gangesgavial gehört, wurden fossil hauptsächlich in Asien gefunden. Eogavialis aus dem Oligozän, stammt hingegen aus Afrika. Jedoch ist unsicher ob es sich tatsächlich um den frühesten Vertreter der Gavialinae handelt, oder ob Eogavialis, noch außerhalb der Gavialinen, an der Basis der Gavialiden steht. Vertreter dieser Gattung wurden auch in marinen Ablagerungen gefunden. Im Miozän erschien die Gattung Gavialis. Funde von Gavialis-Arten auf Inseln Indonesiens und Ozeaniens lassen vermuten, dass diese, anders als der Gangesgavial, auch in Salzwasser lebten oder es zumindest nicht scheuten.
Die Gryposuchinae haben keine rezenten Vertreter. Sie wurden bislang nur in Südamerika und der Karibik gefunden. Sie erschienen erstmals im Oligozän und lebten bis zum frühen Pliozän. Ihre Fossilien kommen dabei auch in Ablagerungen ehemaliger Küstengebiete vor. Gryposuchus croizati war mit über 10 Metern Länge die größte Spezies.
Fossile Tomistominae wurden in Afrika, Europa, Asien und Nordamerika gefunden. Die ältesten Vertreter stammen aus dem frühen Eozän. Auch bei den Tomistominae wird davon ausgegangen, dass sie auch im Salzwasser lebten und sich durch das Überqueren von Meeren ausgebreitet haben. Rhamphosuchus aus Indien war mit geschätzten 10–12 Metern die größte Gattung.
Folgende fossile Arten gehören, unter Einschluss der Tomistominae, zu den Gavialidae (nach Vélez-Juarbe, Brochu & Santos, 2007; Brochu & Storrs, 2012 und Martin & al., 2012):
- Familie: Gavialidae Adams, 1854
  - Unterfamilie: Gavialinae Nopcsa, 1923
    - Gattung: † Eogavialis Buffetaut, 1982
      - † Eogavialis africanus (Andrews, 1901)
      - † Eogavialis andrewsi Storrs, 2003
      - † Eogavialis gavialoides (Andrews, 1901)

    - Gattung: Gavialis Oppel, 1811
      - † Gavialis bengawanicus Dubois, 1908
      - † Gavialis lewisi Lull, 1944
      - † Gavialis browni Mook, 1932
      - † Gavialis breviceps Pilgrim , 1912
      - † Gavialis curvirostris Lydekker, 1886
      - † Gavialis hysudricus Lydekker, 1886
      - † Gavialis pachyrhynchus Lydekker, 1886
      - † Gavialis leptodus Cautley & Falconer, 1836

  - Unterfamilie: † Gryposuchinae Vélez-Juarbe, Brochu & Santos, 2007
    - Gattung: † Aktiogavialis Vélez-Juarbe, Brochu & Santos, 2007
      - † Aktiogavialis puertoricensis Vélez-Juarbe, Brochu & Santos, 2007

    - Gattung: † Gryposuchus Gürich, 1912
      - † Gryposuchus neogaeus (Burmeister, 1885)
      - † Gryposuchus jessei Gürich, 1912
      - † Gryposuchus colombianus (Langston, 1965)
      - † Gryposuchus croizati Riff & Aguilera, 2008 

    - Gattung: † Ikanogavialis Sill, 1970
      - † Ikanogavialis gameroi Sill, 1970
      - † Ikanogavialis papuensis (De Vis, 1905), Zuordnung umstritten

    - Gattung: † Siquisiquesuchus Brochu & Rincón, 2004
      - † Siquisiquesuchus venezuelensis Brochu & Rincón, 2004

    - Gattung: † Piscogavialis Kraus, 1996
      - † Piscogavialis jugaliperforatus Kraus, 1996

    - Gattung: † Hesperogavialis Bocquentin-Villanueva & Buffetaut, 1981
      - † Hesperogavialis cruxenti Bocquentin-Villanueva & Buffetaut, 1981

  - Unterfamilie: Tomistominae Kälin, 1955
    - Gattung: † Ferganosuchus Efimov, 1982
      - † Ferganosuchus planus Efimov, 1982

    - Gattung: † Kentisuchus Mook, 1955
      - † Kentisuchus astrei Jouve, 2016[17]
      - † Kentisuchus spenceri (Buckland, 1836)

    - Gattung: † Dollosuchus Swinton, 1937
      - † Dollosuchus dixoni (Owen, 1850), Status unklar

    - Gattung: † Dollosuchoides Brochu, 2007
      - † Dollosuchoides densmorei Brochu, 2007

    - Gattung: † Megadontosuchus Mook, 1955
      - † Megadontosuchus arduini (De Zigno, 1880)

    - Gattung: † Gavialosuchus Toula & Kail, 1885
      - † Gavialosuchus eggenburgensis Toula & Kail, 1885

    - Gattung: † Toyotamaphimeia Aoki, 1983
      - † Toyotamaphimeia machikanensis (Kobatake & al., 1965)

    - Gattung: Tomistoma Müller, 1846
      - † „Tomistoma“ lusitanica Antunes, 1961, mglw. identisch mit Thecachampsa antiqua
      - † Tomistoma gaudense Hulke, 1871
      - † „Tomistoma“ cairense Müller, 1927
      - † „Tomistoma“ petrolica Yeh, 1958
      - † „Tomistoma“ calaritanus Capellini, 1890

    - Gattung: † Maroccosuchus Jonet & Wouters, 1977
      - † Maroccosuchus zennaroi Jonet & Wouters, 1977

    - Gattung: † Thecachampsa Cope, 1867
      - † Thecachampsa antiqua (Leidy, 1852)
      - † Thecachampsa americana (Sellards, 1915), mglw. identisch mit T. antiqua
      - † Thecachampsa carolinensis (Erickson & Sawyer, 1996)

    - Gattung: † Penghusuchus Shan & al., 2009 
      - † Penghusuchus pani Shan & al., 2009

    - Gattung: † Paratomistoma Brochu & Gingerich, 2000
      - † Paratomistoma courti Brochu & Gingerich, 2000

    - Gattung: † Rhamphosuchus Falconer & Cautley, 1840
      - † Rhamphosuchus crassidens Falconer & Cautley, 1840